# پراتسیوویتسه
پراتسیوویتسه (به چکی: Pracejovice) یک منطقهٔ مسکونی در جمهوری چک است که در ناحیه ستراکونیتسه واقع شده‌است. پراتسیوویتسه ۷٫۹۹ کیلومتر مربع مساحت و ۲۹۸ نفر جمعیت دارد و ۴۰۰ متر بالاتر از سطح دریا واقع شده‌است.